# 詹姆士·理查森

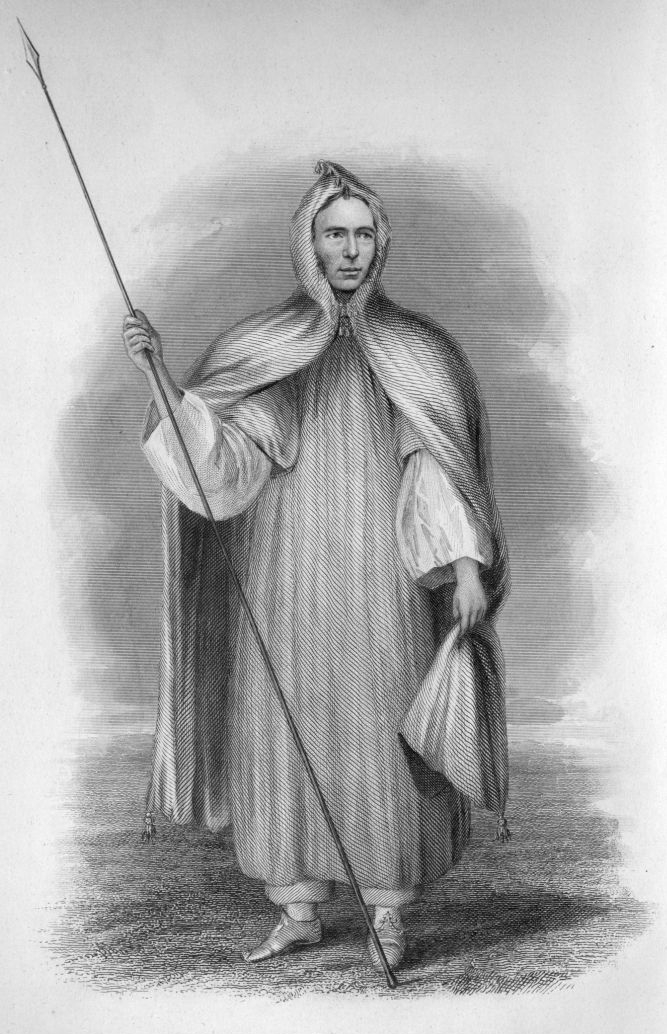
詹姆斯·理查森穿著古达米斯服装

詹姆斯·理查森（英語：James Richardson， 1809年11月3日—1851年3月4日）是一位英国探险家，他因探險非洲萨赫勒地区而闻名。

## 生平
詹姆斯·理查森生於林肯郡波士顿，早年接受福音传道教育，福音教育讓他在成年後決定傳教並阻止非洲奴隸買賣。他加入英国反奴隸國際組織，并在该协会的赞助下前往马耳他，参与报纸编辑，並進行阿拉伯语和地理研究。 
1845年8月，理查森从利比亚的突尼斯和的黎波里出发，前往撒哈拉中部的古达米斯與加特。他在旅途中記錄下图阿雷格人、奴隸貿易、商業以及自然資源等資訊，並因為健康因素與物資缺乏而在1846年5月返回的黎波里，8月返回英國。
在1849年出版了《撒哈拉大沙漠之旅》（Travels into the great desert of Sahara）後，他成功说服英国政府组织一支探险队前往苏丹和查德湖。1850年3月，理查森在和海因里希·巴尔特以及阿道夫·奧弗維格的陪同下第二次前往加特。他的团队是第一批穿越岩漠的欧洲人。1851年3月4日，詹姆斯·理查森在旅途中因不明疾病（一說為疲倦與發燒）在恩古鲁图阿（Ngurutua）逝世，該地距离查德湖附近的庫卡瓦約有6天路程。
他的游记和日记由贝尔·圣约翰出版，题为《中非使团记述》 （Narrative of a Mission to Central Africa，1853 年） 和《摩洛哥游记》 （Travels in Morocco，1859 年）。 

## 外部連結
- 詹姆士·理查森的作品  - 古騰堡計劃